# جون غيلبرت هيغينز
جون غيلبرت هيغينز (بالإنجليزية: John Gilbert Higgins)‏ هو سياسي كندي، ولد في 7 مايو 1891 في سانت جونز في كندا، وتوفي بنفس المكان في 1 يوليو 1963. انتخب عضو مجلس الشيوخ الكندي.